# Pere Oliver
Pour les articles homonymes, voir Oliver.
Pere Oliver i Domenge, né à Palma de Majorque en 1886 et mort à Felanitx en 1968, est un homme politique espagnol.

## Biographie
Il commence sa carrière en tant que pharmacien de la ville de Felanitx. En 1917, il collabore au quotidien La Veu de Mallorca (La Voix de Majorque), partisan de l'autonomie des Îles Baléares et de tendance pancatalaniste.
En 1923, il est l'un des fondateurs de l'Association Culturelle de Majorque et il collabore aux revues La Veu de Mallorca, La Nostra Terra et El Felanigense. Lorsqu'est proclamée la Deuxième République espagnole, il devient maire de Felanitx.
Pendant la Guerre d'Espagne, Majorque est occupée par les troupes franquistes. Sa pharmacie est pillée. Il doit s'exiler aux Philippines. Il revient en Espagne en 1952, mais on lui interdit de rouvrir sa pharmacie.

## Œuvres
- La catalanitat de les Mallorques (1916)
- Joanot Colom i Cifré (1929)
- Histoire de Felanitx racontée aux enfants